# Suwanee
Suwanee is een plaats (city) in de Amerikaanse staat Georgia, en valt bestuurlijk gezien onder Gwinnett County.

## Demografie
Bij de volkstelling in 2000 werd het aantal inwoners vastgesteld op 8725.
In 2006 is het aantal inwoners door het United States Census Bureau geschat op 14.034, een stijging van 5309 (60.8%).

## Geografie
Volgens het United States Census Bureau beslaat de plaats een oppervlakte van
25,6 km², waarvan 25,4 km² land en 0,2 km² water. Suwanee ligt op ongeveer 327 m boven zeeniveau.

## Plaatsen in de nabije omgeving
De onderstaande figuur toont nabijgelegen plaatsen in een straal van 16 km rond Suwanee.

## Geboren
- Devin Vassell (2000), basketballer